# Hrubieszów (gmina)
Pour les articles homonymes, voir Hrubieszów.
Hrubieszów est une commune rurale (gmina wiejska) du powiat de Hrubieszów, dans la voïvodie de Lublin, dans l'Est de la Pologne, à la frontière avec l'Ukraine.
Son siège est la ville de Hrubieszów, bien que celle-ci constitue une commune urbaine distincte, qui est située environ à 117 kilomètres au sud-est de Lublin (chef-lieu de la voïvodie).
La commune couvre une superficie de 259,2 km2 pour une population de 10 875 habitants en 2006.

## Histoire
De 1975 à 1998, la commune est attachée administrativement à la voïvodie de Zamość.

Depuis 1999, elle fait partie de la voïvodie de Lublin.

## Géographie
La commune inclut les villages et localités de :

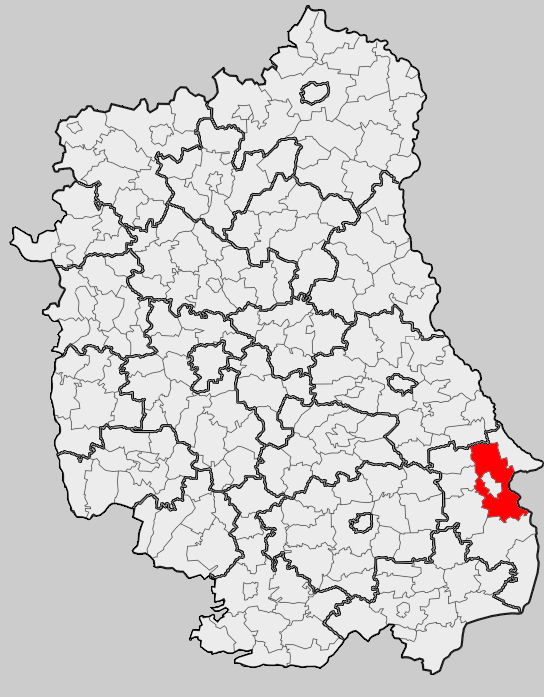
Position de la gmina dans la voïvodie

- Annopol
- Białoskóry
- Brodzica
- Cichobórz
- Czerniczyn
- Czortowice
- Czumów
- Dąbrowa
- Dziekanów
- Gródek
- Husynne
- Janki
- Kobło
- Kosmów
- Kozodawy
- Kułakowice Drugie
- Kułakowice Pierwsze
- Kułakowice Trzecie
- Łotoszyny
- Masłomęcz
- Metelin
- Mieniany
- Moniatycze
- Moniatycze-Kolonia
- Moroczyn
- Nowosiółki
- Obrowiec
- Ślipcze
- Stefankowice
- Stefankowice-Kolonia
- Świerszczów
- Szpikołosy
- Teptiuków
- Turkołówka
- Ubrodowice
- Wołajowice
- Wolica
- Wołynka

### Communes voisines
La commune de Hrubieszów est voisine de :

la ville de :
- Hrubieszów

et des communes rurales suivantes :
- Białopole
- Horodło
- Mircze
- Trzeszczany
- Uchanie
- Werbkowice

Elle est également frontalière de l'Ukraine

## Structure du terrain
D'après les données de 2002, la superficie de la commune de Hrubieszów est de 259,2 kilomètres carrés, répartis comme telle :
- terres agricoles : 82%
- forêts : 12%

La commune représente 20,42% de la superficie du powiat.

## Démographie
Données du 30 juin 2004:
| Description        | Total  | Total | Femmes | Femmes | Hommes | Hommes |
| ------------------ | ------ | ----- | ------ | ------ | ------ | ------ |
| Unité              | Nombre | %     | Nombre | %      | Nombre | %      |
| Population         | 10 958 | 100   | 5 462  | 49,8   | 5 496  | 50,2   |
| Densité (hab./km²) | 42,3   | 42,3  | 21,1   | 21,1   | 21,2   | 21,2   |